# Борченко, Мария Яковлевна
Мария Яковлевна Борченко (1927 — 2008) — советский передовик производства в сельском хозяйстве. Герой Социалистического Труда (1949).

## Биография
Родилась 20 сентября 1927 года в селе Новоегорьевское, Алтайского края в крестьянской семье.
С 1943 года после окончания восьми классов вступила рядовой колхознице в местный колхоз имени И. В. Сталина, а в 1946 году — назначена звеньевой по выращиванию зерновых культур этого колхоза.
В 1948 году по итогам работы звено М. Я. Борченко получило самый высокий в колхозе и Егорьевском районе урожай яровой пшеницы сорта «Альбидум 3700» — 29,1 центнера с гектара на площади двадцати гектаров.
20 мая 1949 года Указом Президиума Верховного Совета СССР «за получение высоких урожаев пшеницы и ржи в 1948 году» Мария Яковлевна Борченко была удостоена звания Героя Социалистического Труда с вручением Ордена Ленина и золотой медали «Серп и Молот».
В 1950 по 1953 годы Борченко проходила обучение Барнаульской краевой сельскохозяйственной школе по подготовке руководящих колхозных кадров, по окончании которой получила специальность агронома. С 1953 года работала агрономом Калманской машино-тракторной станции, затем председателем рабочего комитета Егорьевской машино-тракторной станции. С 1965 года назначена инженером в управлении сельского хозяйства Егорьевского райисполкома.
Помимо основной деятельности Борченко избиралась депутатом Алтайского краевого Совета депутатов трудящихся.
С 1986 года после выхода на пенсию, жила в городе Барнауле, умерла в июле 2008 года.

## Награды
- Медаль «Серп и Молот» (20.05.1949)
- Орден Ленина (20.05.1949)
- Медаль «За доблестный труд в Великой Отечественной войне 1941—1945 гг.»